# معادن شاه سلیمان (فیلم ۱۹۵۰)
معادن شاه سلیمان (انگلیسی: King Solomon's Mines) فیلمی در ژانر ماجرایی به کارگردانی اندرو کارمن و کامپتون بنت است که در سال ۱۹۵۰ منتشر شد. از بازیگران آن می‌توان به دبورا کار و جان بنر اشاره کرد.